# قاعدة برنيس العسكرية
قاعدة برنيس العسكرية هي قاعدة عسكرية مصرية تقع في قرية برنيس بمحافظة البحر الأحمر وبها قاعدة بحرية وجوية مهمتها الأولى حماية وتأمين السواحل المصرية الجنوبية.
تضم القاعدة عدد من الممرات كل منها بطول 3 آلاف متر وعرض من 30 إلى 45 متر وعدد 2 ترمك، بالإضافة لعدد من دشم الطائرات ذات تحصين عالي، بالإضافة لهنجر عام لصيانة وإصلاح الطائرات.وتتنوع المنشآت العسكرية لقاعدة برنيس العسكرية، حيث تضم في الشق البحري رصيف حربى بطول ألف متر وعمق 14 متر تسمح بمتطلبات الوحدات البحرية ذات الغاطس الكبير مثل الميسترال والفرقاطات والغواصات، فيما تضم القاعدة العديد من ميادين التدريب والرماية، وجارى العمل على إنشاء ميناء تجارى يضم عدة أرصفة بطول 1200 متر وعمق 17 متر وعدد من المنشآت الخدمية.